# 黃大仙文化公園

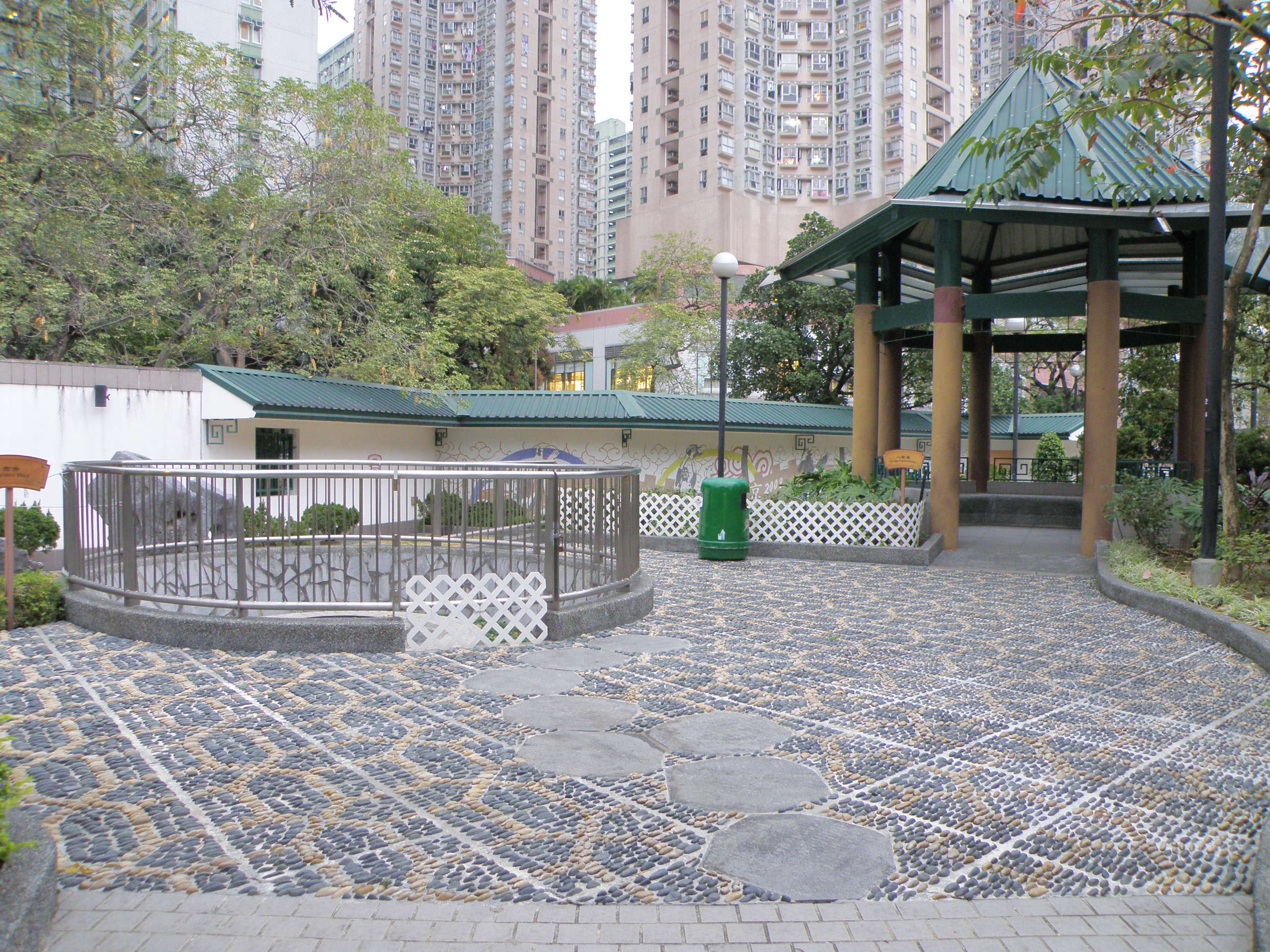
黃大仙文化公園

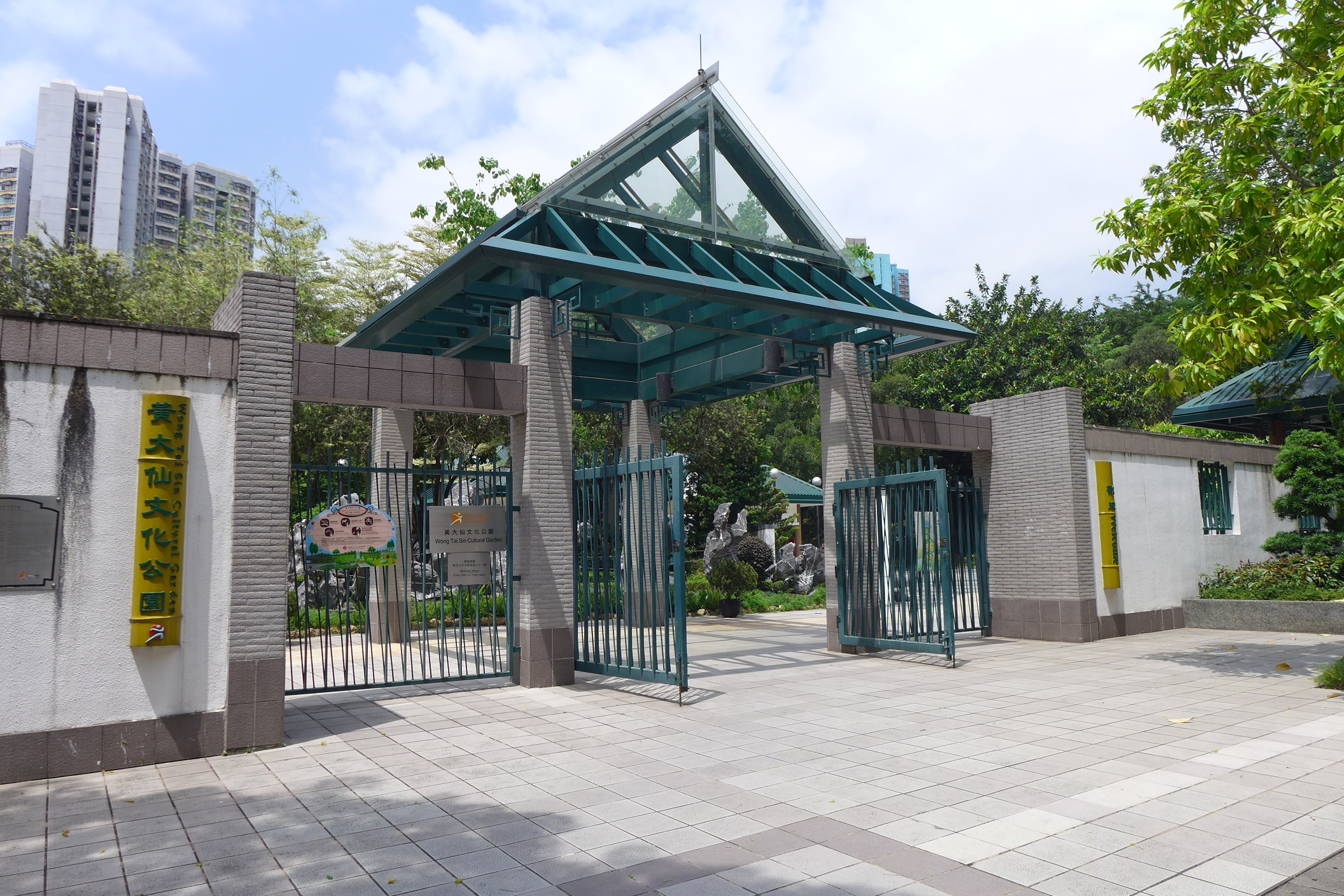
黃大仙文化公園入口

黃大仙文化公園（英語：Wong Tai Sin Culture Park）是香港一個公園，位於九龍黃大仙摩士公園，門牌編號為香港黃大仙區竹園大成街8號，為一個公園中的公園，入口設於東頭村道及大成街。公園原址為摩士二號公園的苗圃，後來由黃大仙區民政事務總署撥款1,370萬港元，改建為一個以中國文化為主題的公園，於2008年10月落成啟用。

## 設施
- 無極廣場：鋪砌《易經》、八卦及太極符號
- 詩牆：刻有書法詩篇
- 百年古井：原為石鼓壟村的水井